# Louis Drent
Louis Drent (Arnhem, 17 maart 1944 – Middelburg, 23 juni 2020) was een Nederlands fotograaf met in de jaren 70 tot eind jaren 90 van de twintigste eeuw een van de grote reclamefotostudio's van Nederland. Naast het commerciële werk beoefende Louis Drent vrije fotografie waarin zijn creativiteit tot uiting kwam in foto's als kunstvorm. Hij was de eerste prijswinnaar in Nederland met een digitaal gemanipuleerde glamourfoto. In het laatste deel van zijn carrière specialiseerde hij zich in magazine- en wildlifefotografie.

## Carrière
Louis Drent was de oudste zoon van Louis Drent sr., grondlegger van het Arnhemse bedrijf Fotobureau Louis Drent, later bekend als Beeld en Geluid B.V. dat uit een persbureau, een aantal fotozaken, een fotolaboratorium en een kleine particuliere fotostudio bestond. Tijdens zijn jonge jaren, in dienst bij zijn vader, maakte Drent kennis met de pers- sport- en bruidsfotografie. Ook werkte hij in het fotolaboratorium waar zwart-wit en later ook kleurenfilms ontwikkeld en afgedrukt werden. Drent ontwikkelde in die tijd een voorkeur voor een creatieve invulling van mode- portret- en straatfotografie. 
In 1965 startte hij als reclamefotograaf met mode- meubelen- hardware- reportage- en industriële fotografie, waarna het bedrijf al snel uitgroeide tot een van de grote reclamefotostudio's in Nederland in de jaren 70 tot 1982 onder de naam Maxi Studio's binnen de B.V. van Louis Drent sr.. Na het faillissement van het bedrijf Beeld en Geluid B.V. in 1982, maakte Drent een doorstart met zijn bedrijf. De nieuwe fotostudio kreeg de naam: Fotostudio Louis Drent jr.
De nieuwe fotostudio vestigde zich eerst in Elst maar de ruimte bleek al snel te klein en verhuisde in 1983 vervolgens naar Arnhem. Van 1987 tot 1999 was de fotostudio in Angeren gevestigd. Fotostudio Louis Drent jr. was een eenmanszaak met personeel en een orderportefeuille gevuld met de meest uiteenlopende opdrachtgevers in mode- (studio, of op locatie in binnen- en buitenland), meubel- product- project- en reportagefotografie en als zodanig werkzaam tot december 2003.
In 1999 verhuisde Louis Drent naar Zeeuws-Vlaanderen van waaruit hij een aantal opdrachtgevers bediende gefaciliteerd door reclamestudio Terberg.
Tussen 2003 en 2017 besloot Louis Drent zich toe te gaan leggen op magazine- en wildlifefotografie. De bedrijfsnaam werd gewijzigd in Louis Drent Fotografie. Voor de reportagebeelden die hij aan magazines leverde reisde hij binnen Europa maar vooral naar Afrika, met name Tanzania en Kenia, waar hij ook fotografieworkshops verzorgde in samenwerking met Jambo Safari Club en later Ons Kenia.
Eind 2016 verhuisde Louis Drent naar Middelburg waar hij tot zijn dood gewoond heeft.

## Vrij werk
Een kleine selectie uit het vrije werk van Louis Drent omvat onder andere onderstaande items.
- Serie op rauwe erotische wijze gefotografeerde vrouwen, zwart-wit foto's ingekleurd met ecoline - 1972
- AV Productie I Like Me. Hierin wordt gebruik gemaakt van opnieuw rauwe erotisch getinte ingekleurde zwart-wit foto's waarmee op indringende wijze de cyclus van de vrouw van kind tot moeder wordt weergegeven.- 1977
- In 1993 was Louis Drent een van de eerste fotografen in Nederland die de digitale manipulatie toepaste op fotografie. Drent gebruikte deze techniek met als doel fantasiebeelden om te zetten in magisch realistische werken. Vooraf gefotografeerde onderwerpen, locaties en naakten werden digitaal samengebracht in een opname. Deze serie, Obsessions, omvat foto's geïnspireerd op de mythologie met toegepaste naaktfotografie en is als serie digitaal gemanipuleerde foto's opgenomen in het Rotterdams Foto Museum als ondersteuning voor veranderend tijdsbeeld.
- Wildlife foto's, up-close and personal.

## Exposities
Een selectie uit de gehouden exposities.
- Rotterdamse sociëteit; expositie: Vrouwen - 1964
- Rembrandt Filmtheater te Arnhem, Candid- en portretfotografie - 1965
- Reizende solo tentoonstellingen in Utrecht, Den Haag, Rotterdam en Brussel met de fotoserie: I LIke Me - 1977[3]
- Showroom Maliehuis Pastoe te Utrecht met de fotoserie: I Like Me - 1978
- Fotovaklab voor Professionals Fifo Color te Ede met de fotoserie I like me - 1978
- Kodak Hoofdkantoor voor Professionals te Odijk met de fotoserie: Obsessions - 18/10-30/11-1993[4]
- Hasselblad Hoofdkantoor Nederland te Utrecht met de fotoserie: Obsessions - 1/12/1993-31/01/1994[5]
- Residence Rozendaal te Rozendaal met de fotoserie: Obsessions, waarvan de foto met de titel The New Generations, bij opbod is verkocht ten behoeve van de Clinic Clowns Het werk is aangekocht door Gèove Verzekeringen te Arnhem.
- Galerie Elf, Goes met de fotoserie: Obsessions[6] - 2001
- Ledeltheater, Oostburg met de fotoserie: The Power of the feeling. Rauwe flamenco beelden, gefotografeerd in Sevilla tijdens een door de New York Times geroemd optreden van een van de beste performances van de Flamenco - 2005
- Genomineerde foto's op het Internationaal fotofestival Knokke - 2006
- Genomineerde foto's op het Internationaal fotofestival Knokke - 2010
- Foto's en film van werkzaamheden tijdens het XXLART-project ku(n)stlijnen Nederland: een expositie van kunstwerken die de veranderende kustlijn van Nederland vastleggen voor het nageslacht[7]
- Permanente expositie bij Best Western Hotel Haarhuis te Arnhem met kunstzinnige zwart-wit foto's van de stad Arnhem - 2013
- National History Museum, Londen, TPOTY - expressions juni 2013 - oktober 2013
- Protestantse Kerk, Cadzand-Bad met 'The Kiss of Africa, up-close and personal', foto's en film van Afrikaans wildlife - 2014

## Prijzen
- Kodak, Camera D'Or 1990/1991, onderdeel Portret
- ABC fotojaarprijs - 1991
- Kodak, Camera D'Or 1992/1993, onderdeel Glamour - gemanipuleerde opname[8]
- Kodak, Camera D'Or 1992/1993, diverse eervolle vermeldingen
- Nominaties en cover van het jaarboek van de tentoonstelling: Ja natuurlijk; Internationale fotofestival Knokke - 2006[9]
- Diverse nominaties op het Internationale Fotofestival Knokke - 2010
- Finalist Wildlifejournalist of the Year 2010 / georganiseerd door de BBC en Natural Historic Museum Londen[10]
- Winnaar TPOTY (Travel Photographer Of The Year) maand Juni, onderdeel: Expressions - 2013[11]
- Winnaar Benelux Photocontest, onderdeel Wildlife -  2014[12]

## Publicaties
Een selectie uit de publicaties.
- Fotojaarboek Das Deutsche Lichtbild
- Weekmagazine de Wereldkronie
- Weekmagazine Panorama met fotoserie I Like Me - mei 1978[13]
- Het grote naslagboekwerk Focus-Elsevier, Foto en Film Encyclopedie - 1981[14]
- Foto pag. 359 in Het grote naslagboekwerk Focus-Elsevier, Foto en Film Encyclopedie[15]
- Hasselbladmagazine met de fotoserie I Like Me - febr. 1981[16]
- Maandblad Art View met de fotoserie Obsessions - mei 1993
- Kodakmagazine Professional Imaging uitgave Nederland en België met de fotoserie Obsessions - jan. 1994
- Magazine Fotoprof met de fotoserie Obsessions
- Maandmagazine Focus en een advertentiecampagne t.b.v. Fuji Professional met de fotoserie Obsessions
- Vivace - lifestylemagazine: diverse reisreportages w.o. Kenia, Tanzania, Portugal, Andalusië, Toscane, Venetië, Murano, Madrid, Sevilla
- Het boek Leo; Leo Interieur architectuur[17]
- Cover en interview in HA – lifestylemagazine van Best Western Hotel Haarhuis Arnhem - 2013[18]
- Publicatie in fotoboek 100 jaar Pastoe meubelen, jubileumuitgave - 2013[19][20]